# SilverStripe
SilverStripe — система керування вмістом з відкритим початковим кодом, що базується на PHP хз-фреймворку Sapphire.
Випускається під ліцензією BSD. Також доступна повна документація для користувачів та розробників.

## Основні можливості
- Змінюваний інтерфейс застосунку
- Деревоподібна структура навігації
- Налаштовувана розмітка виведення і типові стилі на основі HTML5 і CSS3
- Система безпеки на основі повноважень користувачів
- ORM
- Автоматична змінення розмірів зображень
- Можливість використання декількох шаблонів
- Короткі URL, генерування Sitemap
- Повнотекстовий пошук, RSS-стрічки
- Оптимізована для високих навантажень (повне або часткове кешування)
- Кроссплатформність: SilverStripe працює під Linux, Windows і MacOS, на вебсерверах IIS і Apache, а також може використовувати декілька серверів БД (MySQL, PostgreSQL, MSSQL).

## Системні вимоги
- Apache v1.3.19+, Lighttpd або Microsoft IIS 7.x+
- MySQL v5.0.X+, Microsoft SQL Server 2008+, PostgreSQL 8.3+, SQLite3 (підтримується спільнотою) або Oracle (експериментальна підтримка)
- PHP 5.2+ з підтримкою MySQL, GD і zlib
- RAM (мінімум для нормальної роботи) 512 Mb. Система дуже вимоглива щодо пам'яті і не рекомендована для використання в умовах віртуального хостингу.

## Визнання

### Нагороди
- Фіналіст Packtpub Open Source Awards 2010[1][2].
- Переможець Packtpub CMS Award 2008 в категорії найбільш обнадійлива CMS[3].
- Переможець новозеландського конкурсу Open Source Awards в жовтні 2008 і в 2010[4][5].
- Фіналіст Packtpub CMS Award 2007 в категорії найбільш обнадійлива CMS[2].
- Фіналіст новозеландського конкурсу Open Source Awards в жовтні 2007[5]

### Огляди
- Огляд SilverStripe (3 квітня 2009)[6]
- Microsoft Case Study (17 марта 2009)[7]
- ReadWriteWeb, 14 вересня 2007[8]
- Інтерв'ю для новозеландського телешоу, 1 травня 2007, (Відео)[9]
- Hiveminds Magazine, 15 березня 2007[10]